# 加布里尔·克拉默
加布里爾·克拉瑪（法語：Gabriel Cramer，大陸教科書或譯作克萊姆，台灣教科書多譯作克拉瑪，1704年7月31日—1752年1月4日），瑞士數學家。

## 生平
克拉默早年在日内瓦讀書，1722年時發表論文而獲得博士學位 ，1724年起在日内瓦加爾文學院任教，1734年成為几何學教授，1750年任哲学教授。他自1727年起進行為期两年的旅行訪學。在巴塞爾与約翰·伯努利、欧拉等人交流學習，結為摯友。後又到英國、荷蘭、法國等地拜見許多數學名家，回國後在與他們的長期通信中，加強了數學家之間的聯繫，為克拉默的數學寶庫留下了大量有價值的文獻。他一生未婚，專心治學，平易近人且德高望重，先後當選為倫敦皇家學会、柏林研究院和法國、意大利等學会的成員。首先定義了正則、非正則、超越曲線和無理曲線等概念，第一次正式引入座標系的縱軸（Y軸），然後討論曲線變換，並依據曲線方程的階數將曲線進行分類。為了確定經過5個點的一般二次曲線的係數，應用了著名的被後世稱為「克拉默法則（即克萊姆法則、克拉瑪公式）」的方法，即由线性方程組的係數確定方程組的解的方法。該法則於1729年由英國數學家麥克勞林得到並於1748年发表，但克拉默使用符号的優越性使得這一方法以「克拉默法則」之名為世人所知。他最著名的工作是在1750年發表關於代數曲線方面的權威之作。他最早證明一個第n度的曲線是由 n(n + 3)/2 個點來決定的。

## 著作

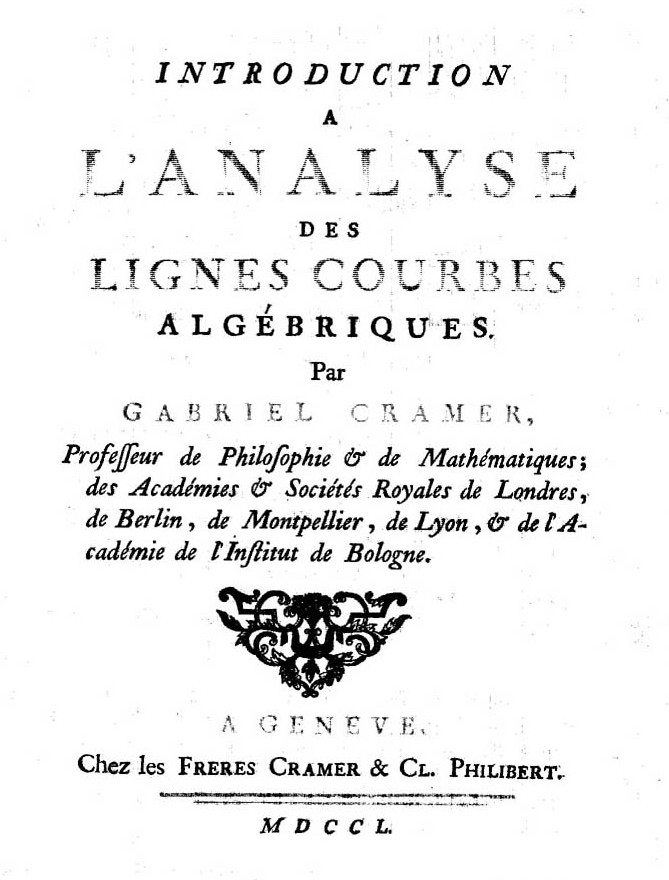
代数曲线分析简介, 1750

- Quelle est la cause de la figure elliptique des planètes et de la mobilité de leur aphélies?, Geneva, 1730
- 代数曲线分析简介載於Google圖書. Geneva: Frères Cramer & Cl. Philibert, 1750